# 康定玉竹
康定玉竹（学名：Polygonatum prattii）为百合科黄精属的植物，是中国的特有植物。分布于中国大陆的四川、云南等地，生长于海拔2,500米至3,300米的地区，一般生于林下、灌丛以及山坡草地，目前尚未由人工引种栽培。